# Ikemen Desu Ne
Ikemen Desu Ne (美男 です ね lit. Eres atractivo?) es una serie de televisión japonesa, producida en 2011 por la cadena TBS. Es una versión japonesa del drama coreano You're Beautiful, la cual fue emitida en 2009 y protagonizada por Park Shin Hye, Jang Keun Suk, Jung Yong Hwa y Lee Hong-gi.

## Sinopsis
Miko Sakuraba es una joven con aspiraciones de convertirse en monja. Su hermano gemelo, con quién creció en un orfanato ahora es el miembro de una famosa banda llamada A.N.JELL, sin embargo, la vida de Miko da un giro inesperado cuando por alguna razón su hermano no puede estar presente en la banda y ella deberá hacerse pasar por él y tomar su lugar.

## Reparto
A.N.JELL
- Miori Takimoto como Mio / Miko Sakuraba.
- Yuta Tamamori como Ren Katsuragi.
- Taisuke Fujigaya como Shu Fujishiro.
- Hikaru Yaotome como Yuki Hongo.

A.J Entertainment
- Masanobu Takashima como Hiroshi Ando.
- Shingo Yanagisawa como Mabuchi Hajime.
- Nana Katase como RINA.
- Anna Nose como Yumiko Sawagi.

Otros
- Haruna Kojima como Nana.
- Tagoshingo como Toru.
- Miyuki Imori como Shigeko Sakuraba.
- Hisako Manda como Reiko Mizusawa.

Reporteros
- Seiji Rokkaku como Deguchi.
- Shigenori Yamazaki como Hashimoto.
- Yutaka Shimizu

Fanes de A.N.JELL
- Maiko Takahashi como Misaki.
- Aoi como Nanami.
- Moeri Aizumi como Ayumi.

Apariciones especiales
- Yura Furutachi como Miko joven.
- Kuu Furutachi como Mio joven.
- Riu Tanaka como Ren joven.
- Kumi Koda como ella misma (ep. 1)
- Yuki Aoki como uno de los invitados en la fiesta de bienvenida de Mio (ep. 1)
- Sylwia Kayo como uno de los invitados en la fiesta de bienvenida de Mio (ep. 1)
- Minami Tanaka como uno de los invitados en la fiesta de bienvenida de Mio (ep. 1)
- Koji Ishizaka como Harada (ep. 1)
- Kanon Tani como un chico del Aozora Gakuen (ep. 1)
- Miyu Honda como un chico del Aozora Gakuen (ep. 1)
- Terumi Nagashima como un chico del Aozora Gakuen (ep. 1)
- Junki Uchida como un chico del Aozora Gakuen (ep. 1)
- Kanon Kasuga como un chico del Aozora Gakuen (ep. 1)
- Naoki Sasahara como un chico del Aozora Gakuen (ep. 1)
- Kazuya Aoyama como un chico del Aozora Gakuen (ep. 1)
- Akane Yoshida como un chico del Aozora Gakuen (ep. 1)
- Toshihiro Yashiba como guardia de seguridad de A.J Entertainment (ep. 2)
- Mikako Uchida como camarera (ep. 3)
- Yukiko Yabe como ayudante de la tienda (ep. 3)
- Ryo Fujimoto como vendedor ambulante (ep. 3)
- Yuto Tsujimoto como fotógrafo (ep. 3)
- Kazuyo Aoki
- Naohiro Masuda como un presentador de noticias (ep. 4)
- Shingo Katori como él mismo.
- Jang Keun Suk como él mismo (ep. 8)

## Episodios
1. Aterrizaje estupendo en el pecho japonés N.º 1 de Corea del Sur una historia de amor!|Hermoso miembro nuevo grupo de chicas?|Comienza con un triángulo amoroso (15/07/2011, Nota: 10,9)
2. ¡Primer concierto de amor! (22/07/2011, Nota: 11,0)
3. Un beso muy triste... (29/07/2011, Nota: 8,3)
4. ¡Confesión!... el doloroso amor no correspondido (05/08/2011, Nota: 7,7)
5. ¿En serio te besó? (12/08/2011, Nota: 9,9)
6. Ella es Mío (19/08/2011, Nota: 8,9)
7. Confesión de un beso del destino y milagros (26/08/2011, Nota: 9,9)
8. Jang Geun Suk ¡Por fin! (02/09/2011, Nota: 10,1)
9. En el capítulo final... ¡adiós destino cruel! (09/09/2011, Nota: 10,0)
10. Verdad en estado de shock (16/09/2011, Nota: 11,1)
11. Reencuentro del destino... la última confesión (23/09/2011, Nota: 11,5)

## Versiones
- You're Beautiful: Es la versión original, hecha en Corea del Sur y emitida en 2009 por la cadena SBS. Uno de los actores de esta producción, Jang Keun Suk tuvo una aparición especial en el capítulo ocho de Ikemen Desu Ne.